# Dampierre (Aube)
Pour les articles homonymes, voir Dampierre.
Dampierre est une commune française, située dans le département de l'Aube en région Grand Est.

## Géographie
| Lhuître  |           | Bréban Marne |
|          | Dampierre |              |
| Vaucogne | Jasseines | Donnement    |

Dampierre fait partie de la Champagne crayeuse. Une partie de son territoire est occupée par le camp militaire de Mailly.

### Hydrographie
La commune est dans la région hydrographique « la Seine de sa source au confluent de l'Oise (exclu) » au sein du bassin Seine-Normandie. Elle est drainée par le Puits et le Puits,.
Le Puits, d'une longueur de 33 km, prend sa source dans la commune de Sompuis et se jette  dans l'Aube à Ortillon, après avoir traversé onze communes.

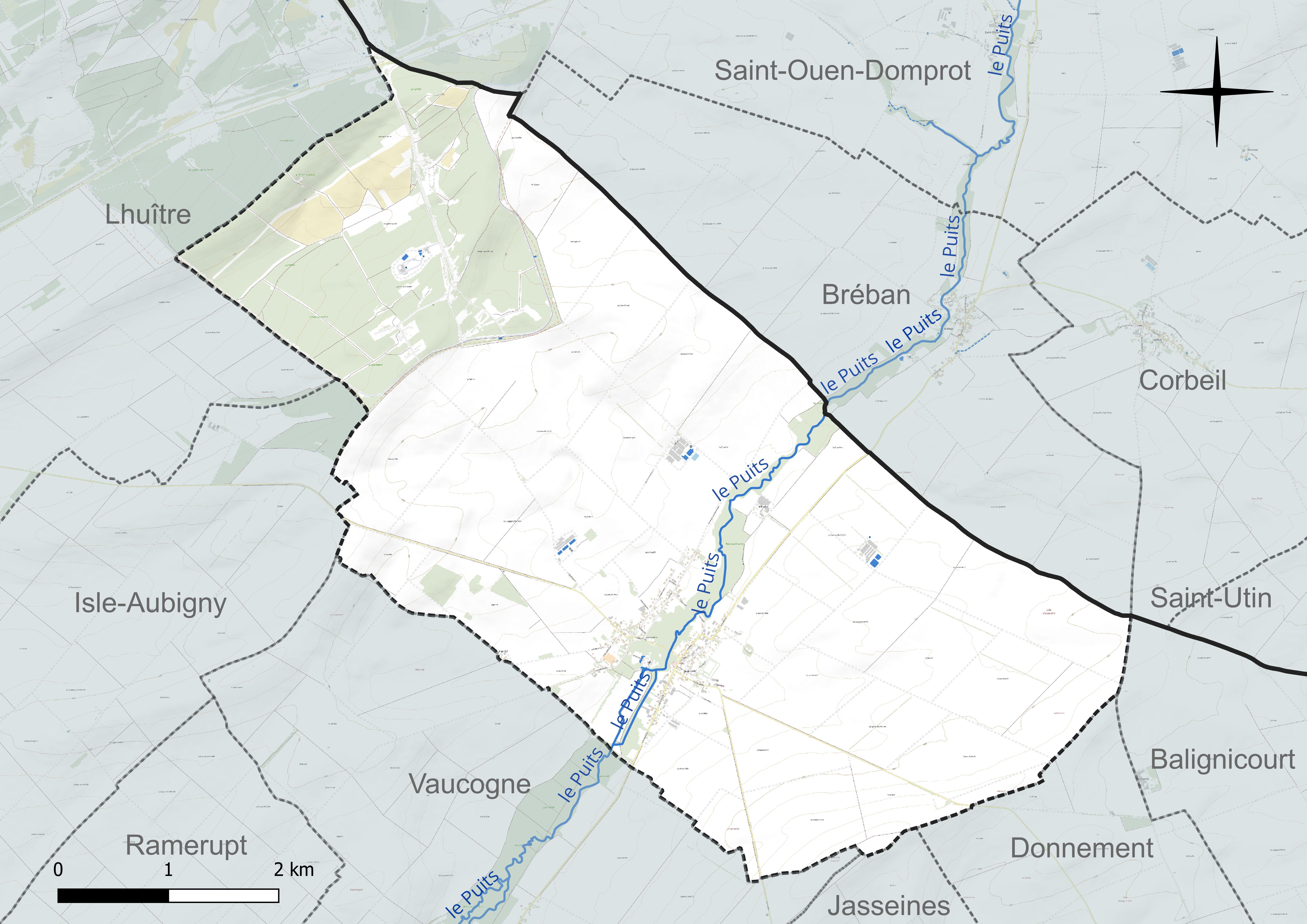
Réseau hydrographique de Dampierre.

### Climat
Pour des articles plus généraux, voir Climat du Grand Est et Climat de l'Aube.
En 2010, le climat de la commune est de type climat océanique dégradé des plaines du Centre et du Nord, selon une étude du Centre national de la recherche scientifique s'appuyant sur une série de données couvrant la période 1971-2000. En 2020, Météo-France publie une typologie des climats de la France métropolitaine dans laquelle la commune est exposée à un climat océanique altéré et est dans la région climatique Nord-est du bassin Parisien, caractérisée par un ensoleillement médiocre, une pluviométrie moyenne régulièrement répartie au cours de l’année et un hiver froid (3 °C).
Pour la période 1971-2000, la température annuelle moyenne est de 10,6 °C, avec une amplitude thermique annuelle de 15,9 °C. Le cumul annuel moyen de précipitations est de 720 mm, avec 11,8 jours de précipitations en janvier et 8 jours en juillet. Pour la période 1991-2020, la température moyenne annuelle observée sur la station météorologique de Météo-France la plus proche, « Dosnon », sur la commune de Dosnon à 12 km à vol d'oiseau, est de 11,0 °C et le cumul annuel moyen de précipitations est de 698,3 mm. 
La température maximale relevée sur cette station est de 41,6 °C, atteinte le 25 juillet 2019 ; la température minimale est de −25,8 °C, atteinte le 14 février 1956,,.
Les paramètres climatiques de la commune ont été estimés pour le milieu du siècle (2041-2070) selon différents scénarios d'émission de gaz à effet de serre à partir des nouvelles projections climatiques de référence DRIAS-2020. Ils sont consultables sur un site dédié publié par Météo-France en novembre 2022.

## Urbanisme

### Typologie
Au 1er janvier 2024, Dampierre est catégorisée commune rurale à habitat dispersé, selon la nouvelle grille communale de densité à 7 niveaux définie par l'Insee en 2022.
Elle est située hors unité urbaine et hors attraction des villes,.

### Occupation des sols
L'occupation des sols de la commune, telle qu'elle ressort de la base de données européenne d’occupation biophysique des sols Corine Land Cover (CLC), est marquée par l'importance des territoires agricoles (77,4 % en 2018), en diminution par rapport à 1990 (78,4 %). La répartition détaillée en 2018 est la suivante : 
terres arables (73,8 %), forêts (16,4 %), zones agricoles hétérogènes (3,6 %), zones industrielles ou commerciales et réseaux de communication (3,1 %), zones urbanisées (3 %), milieux à végétation arbustive et/ou herbacée (0,1 %). L'évolution de l’occupation des sols de la commune et de ses infrastructures peut être observée sur les différentes représentations cartographiques du territoire : la carte de Cassini (XVIIIe siècle), la carte d'état-major (1820-1866) et les cartes ou photos aériennes de l'IGN pour la période actuelle (1950 à aujourd'hui).

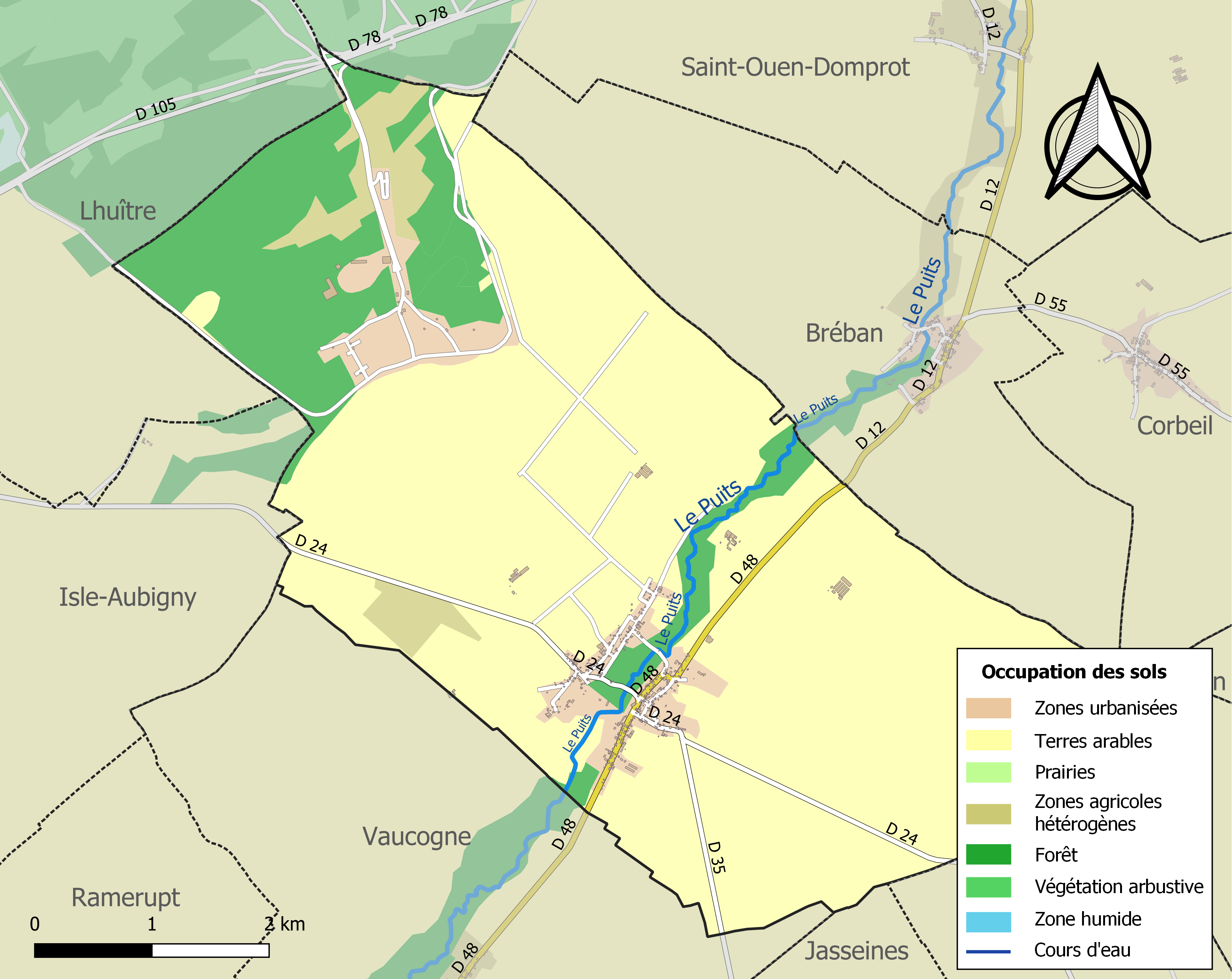
Carte des infrastructures et de l'occupation des sols de la commune en 2018 (CLC).

## Toponymie
Le Mez-Aleran était un hameau de Dampierre qui possédait une chapelle et un cimetière en 1784 dont la première trace remonte à 1120. Ce fief relevait de la chastelenie de Rosnay en 1172.

## Histoire
Le premier seigneur connu (XIe siècle) est Vitier de Moëslains, seigneur de Dampierre et de Moëslains.
Son arrière-arrière-arrière petit-fils Guy, sire de Dampierre, épouse en 1197 Mathilde de Bourbon, dame (héritière) de Bourbon (Guy de Dampierre devient seigneur de Bourbon du chef de sa femme), d'où notamment :
- Archambaud de Bourbon-Dampierre, auteur de la deuxième maison de Bourbon
- Guillaume II de Dampierre, seigneur de Dampierre, qui épouse en 1223 Marguerite de Flandre et de Hainaut, d'où :
  - Guillaume III de Dampierre (1224-1251)
  - Guy de Flandre-Dampierre, comte de Flandre (~1226-1305)
  - Jean Ier de Dampierre, vicomte de Troyes († en 1258) ; une de ses petites-filles (Marguerite du Tour) apporte par mariage en 1305 la seigneurie de Dampierre à Gaucher VI de Châtillon (sur-Marne). Leur arrière-arrière-arrière petite-fille Marguerite de Châtillon[17], dame (héritière) de Dampierre, de Sompuis et de Rollaincourt, épousera au XVes Philippe de Lannoy[18].

Au XIIe siècle, Dampierre possédait une yechiva, qui s'est illustrée par des tossafistes importants.
En 1522, l'abbaye du Pont-aux-Dames jouissait encore sur cette terre et seigneurie  de 40 livres tournois de rente aumôné par le testament de feue dame Marguerite de la Tour, femme de Gaucher de Châtillon en l'an 1309

Armoiries de la famille de Dampierre (éteinte).

## Héraldique
Les armes de la famille de Dampierre (celle issu des premiers seigneurs de Dampierre) se blasonnent ainsi : « de gueules, à deux léopards d'or » (ce ne sont pas les armoiries de la commune).

## Politique et administration

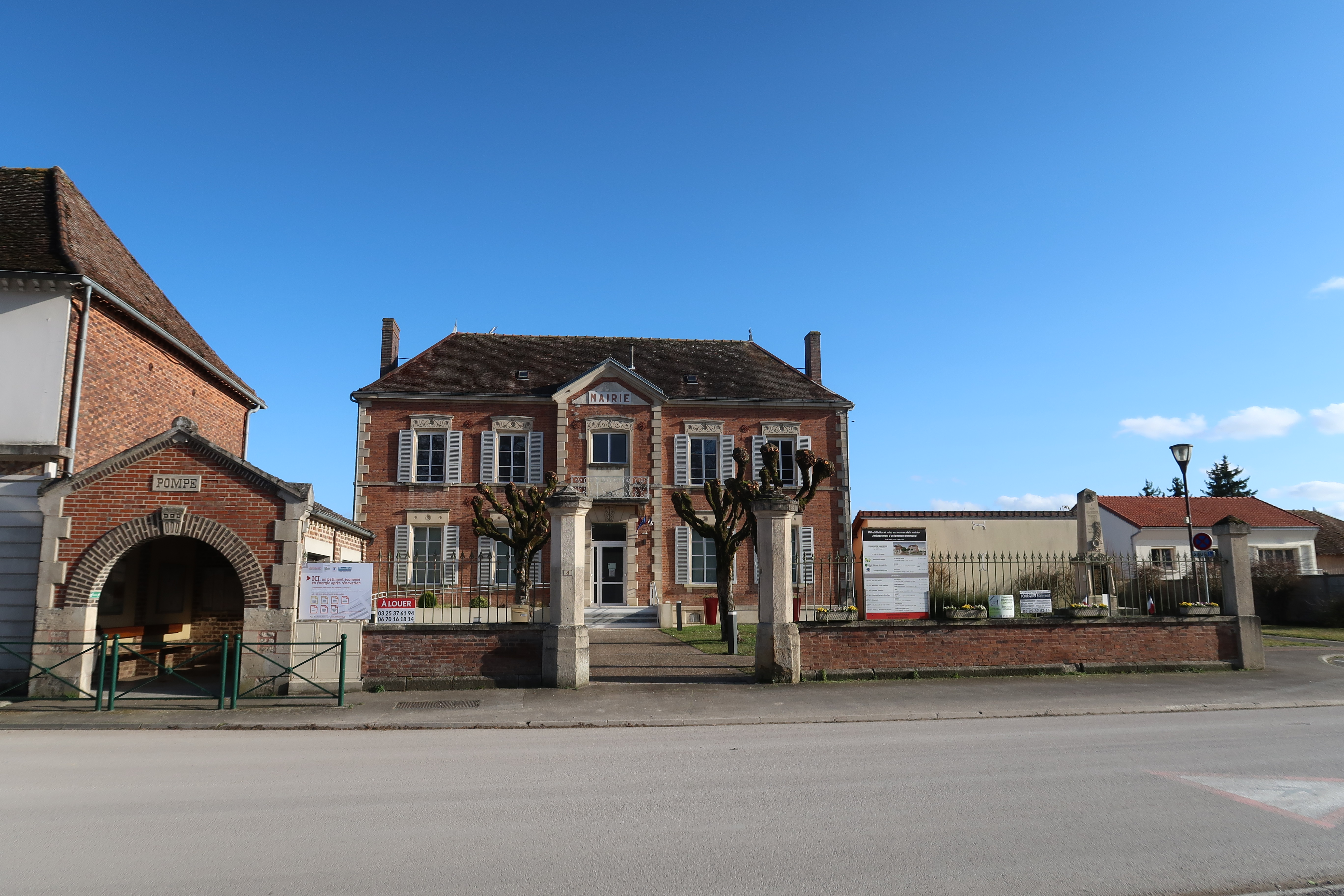
Mairie

| Période                                  | Période  | Identité     | Étiquette     | Qualité |
| ---------------------------------------- | -------- | ------------ | ------------- | ------- |
| mars 2001                                | En cours | Guy Boncorps | Divers droite |         |
| Les données manquantes sont à compléter. |          |              |               |         |

## Démographie
L'évolution du nombre d'habitants est connue à travers les recensements de la population effectués dans la commune depuis 1793. Pour les communes de moins de 10 000 habitants, une enquête de recensement portant sur toute la population est réalisée tous les cinq ans, les populations de référence des années intermédiaires étant quant à elles estimées par interpolation ou extrapolation. Pour la commune, le premier recensement exhaustif entrant dans le cadre du nouveau dispositif a été réalisé en 2004.

En 2022, la commune comptait 343 habitants, en évolution de +18,28 % par rapport à 2016 (Aube : +0,7 %, France hors Mayotte : +2,11 %).
| 1793 | 1800 | 1806 | 1821 | 1831 | 1836 | 1841 | 1846 | 1851 |
| ---- | ---- | ---- | ---- | ---- | ---- | ---- | ---- | ---- |
| 799  | 721  | 802  | 802  | 802  | 788  | 770  | 792  | 751  |

| 1856 | 1861 | 1866 | 1872 | 1876 | 1881 | 1886 | 1891 | 1896 |
| ---- | ---- | ---- | ---- | ---- | ---- | ---- | ---- | ---- |
| 763  | 756  | 728  | 632  | 608  | 588  | 620  | 564  | 524  |

| 1901 | 1906 | 1911 | 1921 | 1926 | 1931 | 1936 | 1946 | 1954 |
| ---- | ---- | ---- | ---- | ---- | ---- | ---- | ---- | ---- |
| 492  | 456  | 467  | 377  | 361  | 339  | 301  | 333  | 351  |

| 1962 | 1968 | 1975 | 1982 | 1990 | 1999 | 2004 | 2006 | 2009 |
| ---- | ---- | ---- | ---- | ---- | ---- | ---- | ---- | ---- |
| 327  | 327  | 302  | 320  | 283  | 302  | 303  | 300  | 297  |

| 2014 | 2019 | 2022 | - | - | - | - | - | - |
| ---- | ---- | ---- | - | - | - | - | - | - |
| 294  | 322  | 343  | - | - | - | - | - | - |

## Culture locale et patrimoine

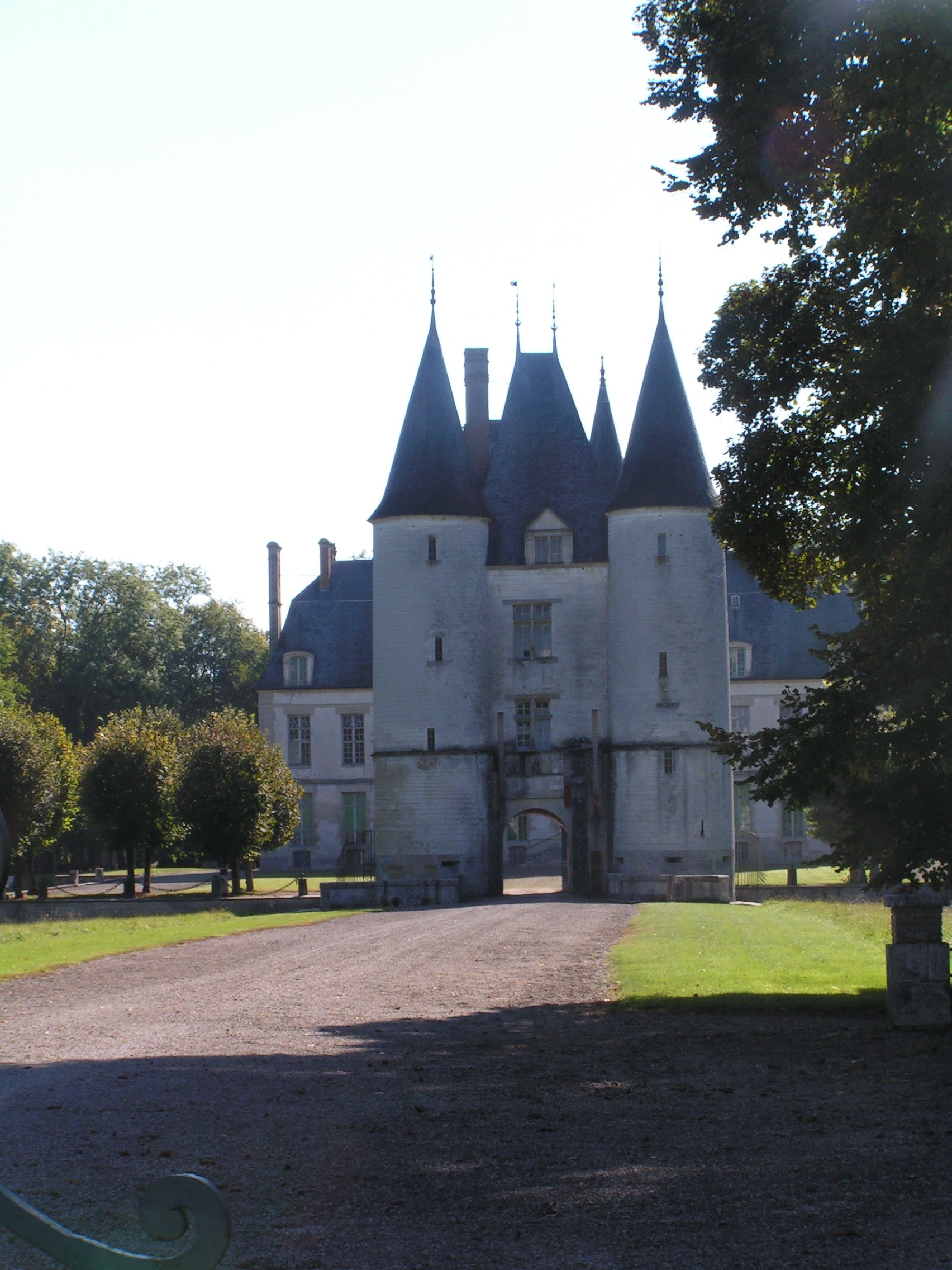
Porte du château

### Lieux et monuments
- Église Saint-Pierre-et-Saint-Paul, du XIIe siècle,
- Château du XVIIe siècle d'après des plans de François Mansart, une porte monumentale à tourelles du XVe siècle (reste du château fort)[25]
- Silo Champagne Céréales.

### Personnalités liées à la commune
- Maison de Dampierre.
- Isaac ben Samuel de Dampierre, dit « le Ri », (circa 1100 - 1175), rabbin.
- Elhanan ben Isaac de Dampierre (peut-être mort en 1184), fils du précédent.
- Isaac ben Abraham de Dampierre, successeur d'Isaac ben Samuel de Dampierre.
- Auguste Marie Henri Picot de Dampierre (1756-1793), général de la Révolution française.
- Anne Marie André Henry Picot de Dampierre (1836-1870), petit-fils du précédent, conseiller général, commandant du 1er bataillon de corps-francs de l'Aube, mort au combat à la bataille de Bagneux.